# 1865 aux États-Unis
Pour des articles plus généraux, voir Chronologie des États-Unis et 1865.
Chronologie des États-Unis
- 1861
- 1862
- 1863
- 1864
- 1865
- 1866
- 1867
- 1868
- 1869

Cette page concerne des événements d'actualité qui se sont produits durant l'année 1865 du calendrier grégorien aux États-Unis.

Les passages soulignés sont les batailles majeures de la guerre de Sécession.

## Gouvernement
- Président : Abraham Lincoln Républicain puis Andrew Johnson Démocrate à partir du 15 avril
- Vice-président : Hannibal Hamlin Républicain, puis Andrew Johnson Démocrate à partir du 4 mars, puis vacant à partir du 15 avril
- Secrétaire d'État : William Henry Seward
- Chambre des représentants - Président : Schuyler Colfax Républicain jusqu'au 4 mars puis à partir du 4 décembre

## Événements

### Janvier

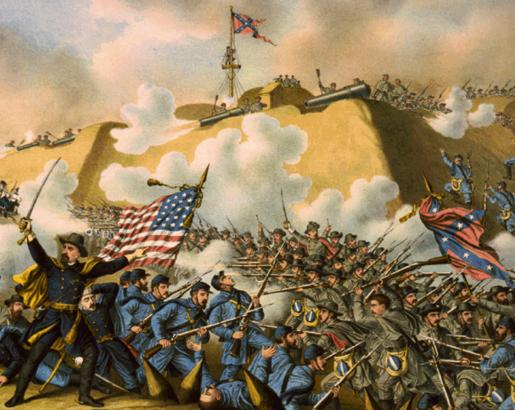
15 janvier : extrait d'une gravure éditée par Kurz and Allison montrant les troupes de l'Union menées à l'assaut de Fort Fisher par le général unioniste Alfred Terry.

- 13 janvier : la deuxième bataille du Fort Fisher commence. Les forces de l'Union lancent un  grand assaut amphibie contre le bastion confédéré de Fort Fisher (Caroline du Nord).
- 15 janvier : les forces de l'Union capturent le bastion confédéré de Fort Fisher, qui défendait le dernier port sudiste : Wilmington.
- 16 janvier : le général Sherman publie le « décret spécial no 15 sur la Terre » qui destine la totalité de la côte Sud jusqu’à 50 km à l’intérieur des terres à l’intention exclusive des Noirs. Les affranchis peuvent s’y installer, en n’occupant que 16 ha maximum par famille. En juin, 40 000 affranchis sont sur place, mais en août, le président Johnson rend ces terres à leurs propriétaires confédérés et les affranchis sont expulsés.
- 31 janvier : Robert Lee devient le général en chef des armées des États confédérés.

### Février

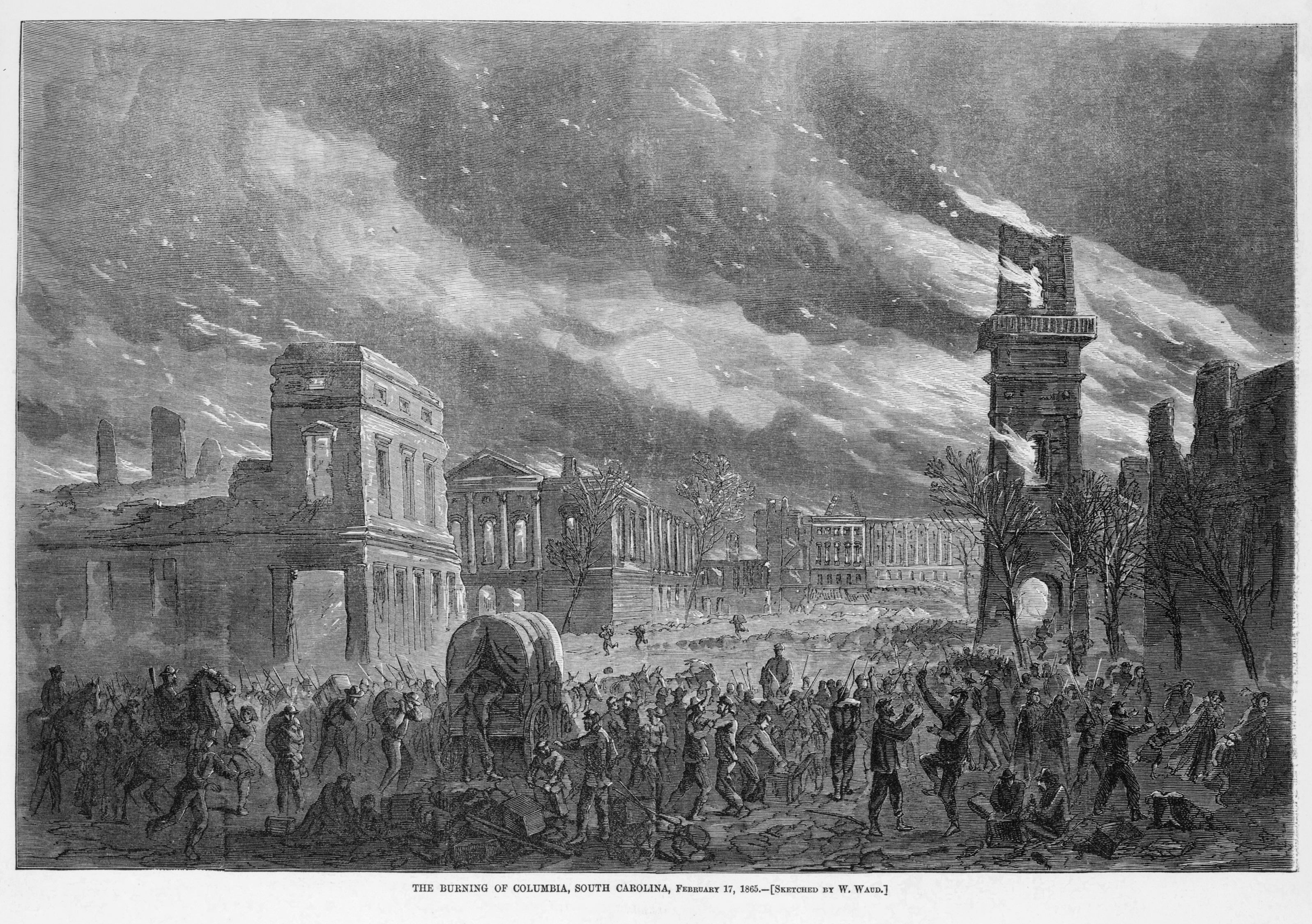
17 février : Columbia, détruite par le feu

- 3 février : conférence d'Hampton Roads.
- 17 février : Columbia (Caroline du Sud) brûle alors que l'Armée des États confédérés fuit l'Armée de l'Union.
- 18 février : les troupes de l'Union de Sherman occupent Charleston.
- 22 février : le Tennessee adopte une nouvelle constitution et abolit l'esclavage.

### Mars
- 2 mars : défaite des confédérés à la bataille de Waynesboro.
- 3 mars : le Congrès des États-Unis autorise la création du Bureau of Refugees, Freedmen and Abandoned Lands (Bureau des réfugiés, des affranchis et des terres abandonnées en français).
- 4 mars : cérémonie d'investiture à Washington du président des États-Unis, Abraham Lincoln, pour un deuxième mandat. Investiture d’Andrew Johnson en tant que seizième vice-président des États-Unis.
- 6 mars : bataille de Natural Bridge. Les Confédérés repoussent une attaque de l’armée nordiste composée essentiellement de soldats afro-américains faisant partie de l’United States Colored Troops. Ces derniers tentaient de franchir le pont de Natural Bridge qui enjambe la rivière St. Marks River. La bataille permet à la capitale Tallahassee (Floride) de rester la seule capitale des États du sud à ne pas être occupée par les nordistes durant la guerre.
- 10 mars, Campagne des Carolines : bataille de Monroe's Cross Roads. Ce combat permet aux sudistes de gagner du temps et de permettre à leur infanterie de passer sur l'autre rive du fleuve Cape Fear, à Fayetteville (Caroline du Nord), et de brûler les ponts derrière eux.
- 13 mars : les États confédérés d'Amérique autorisent l'utilisation de troupes d'Afro-Américains.
- 16 mars, Campagne des Carolines : bataille d'Averasborough dans les comtés de Harnett et de Comté de Cumberland (Caroline du Nord). Perte de 700 hommes environ de chaque côté, cependant compte tenu du peu d'hommes dont ils disposaient, la perte est plus grande pour les Confédérés.
- 18 mars : le Congrès des États confédérés se réunit pour la dernière fois.
- 19-21 mars, Campagne des Carolines : bataille de Bentonville.  L'armée des États confédérés quitte Four Oaks (Caroline du Nord).
- 25 mars : en Virginie, la bataille de Fort Stedman est un coup dévastateur pour l'armée de Lee et préfigure la chute de Petersburg les 2 et 3 avril.
- 31 mars, Campagne d'Appomattox : bataille de Dinwiddie Court House

### Avril

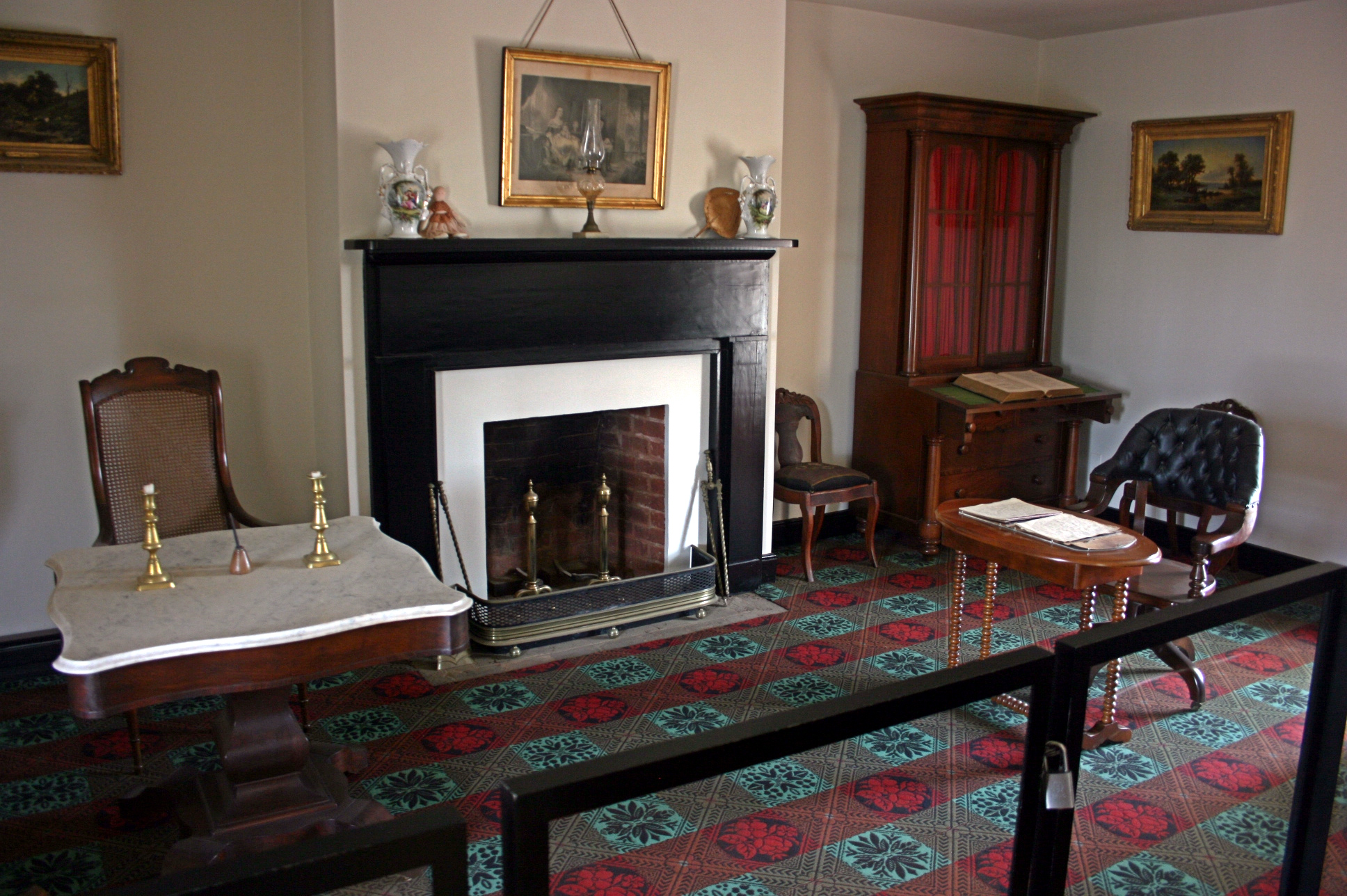
9 avril : Salon (reconstruit) de McLean où le général confédéré Robert Lee signa la capitulation. Il s'assit à la table avec le dessus en marbre, à gauche ; Ulysses S. Grant s'assit à la table du côté droit.

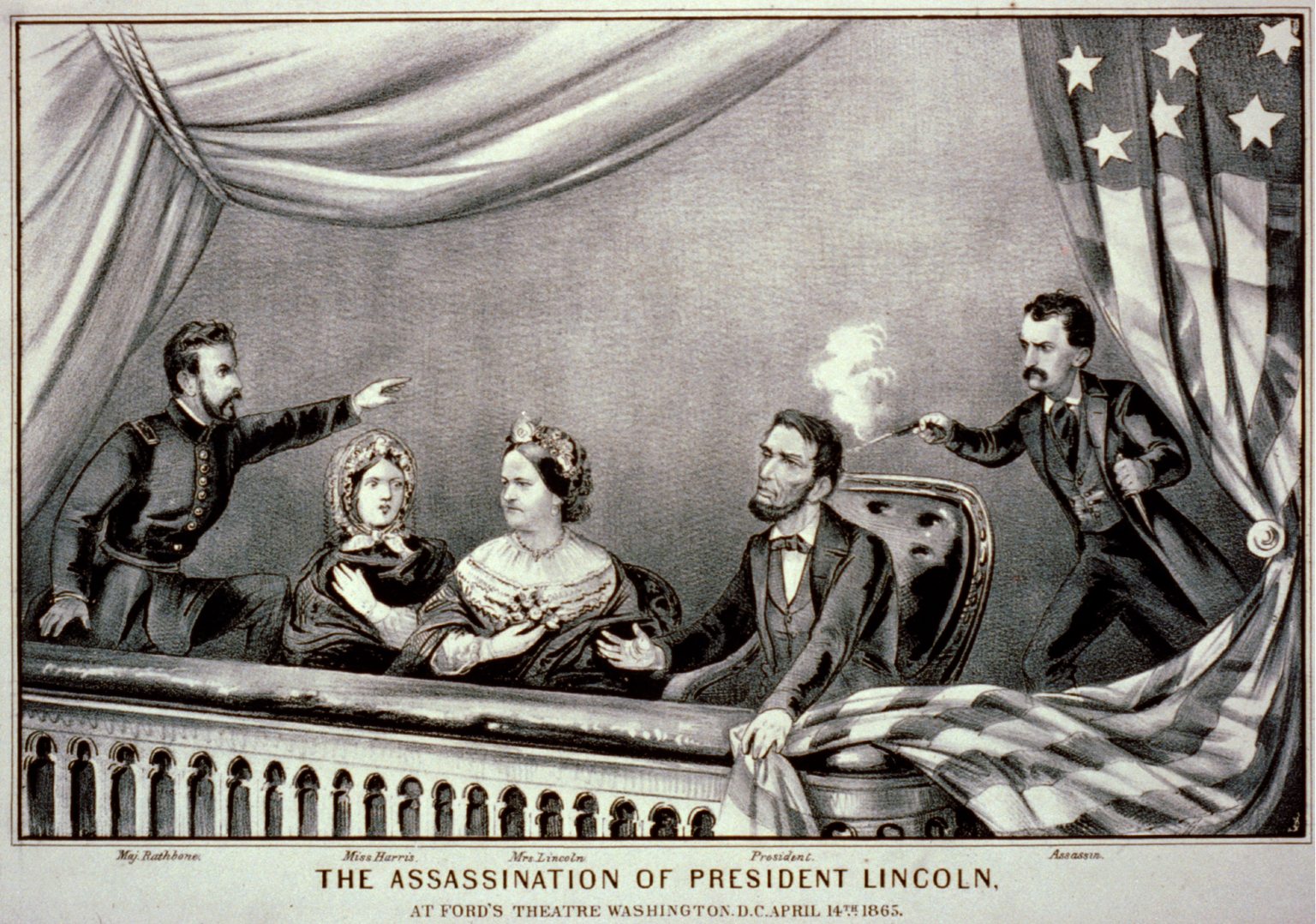
14 avril : Lincoln est assassiné

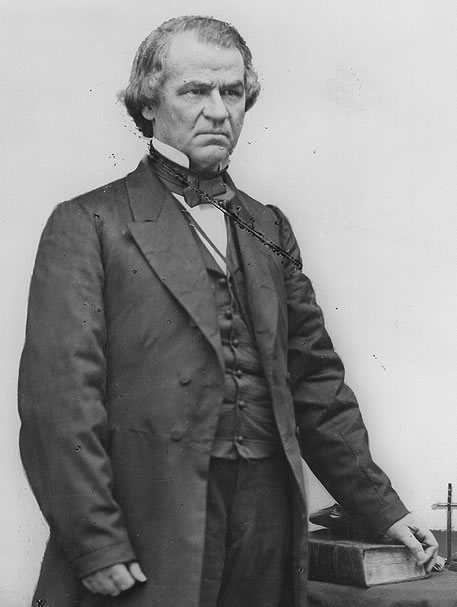
Andrew Johnson

- 1er avril, campagne d'Appomattox : bataille de Five Forks. À Petersburg (Virginie), Robert Lee, le général en chef de l'armée des États confédérés, commence son offensive finale.
- 2 avril : le président des États confédérés d'Amérique, Jefferson Davis et tout le cabinet ministériel fuit Richmond (Virginie) qui est prise le lendemain par les troupes de l'Union.
- 6 avril, campagne d'Appomattox : bataille de Sayler's Creek. Au sud-ouest de Petersburg (Virginie) la cavalerie de l'Union porte un rude coup à l'Armée de Virginie du Nord. Voyant le flot des rescapés, hagards, s'écouler le long de la route, le général Robert E. Lee de l'Armée de Virginie du Nord s'exclame : « Mon Dieu, l'armée s'est-elle dissoute[1]? ».
- 9 avril, campagne d'Appomattox : bataille d'Appomattox Court House. Le général nordiste Ulysses Grant reçoit la capitulation de Robert Lee. La guerre de Sécession est terminée, quoique certains généraux sudistes tels Edmund Kirby Smith ne mettront bas les armes que quelques semaines plus tard.
- 14 avril : le président des États-Unis, Abraham Lincoln, est assassiné par John Wilkes Booth, au théâtre Ford, à Washington. Dans la nuit, Lewis Powell, un complice de John Wilkes Booth, tente d'assassiner le secrétaire d'État des États-Unis William H. Seward.
- 15 avril : cérémonie d'investiture à Washington du dix-septième président des États-Unis, Andrew Johnson à la suite de l’assassinat du président Abraham Lincoln.
- 16 avril : défaite des confédérés à la bataille de West Point.
- 18 avril : le Président des États confédérés d'Amérique Jefferson Davis et son cabinet ministériel arrivent à Charlotte (Caroline du Nord) avec un contingent de 1 000 soldats.
- 26 avril :
  - Le sergent Boston Corbett fait feu sur John Wilkes Booth et le touche mortellement.
  - Le général Joseph E. Johnston ignorant les directives du président Davis donne sa reddition avec son armée et toutes les forces confédérées des Carolines, de la Géorgie et de la Floride[2], au général William Tecumseh Sherman à Bennett Place en Caroline du Nord.
- 27 avril :
  - Le bateau à vapeur SS Sultana, transportant 2 300 passagers, explose et coule dans le fleuve Mississippi, tuant 1 700 passagers, la plupart étant des prisonniers de guerre de l'armée de l'Union du camp de prisonniers de guerre des confédérés d'Andersonville en Géorgie.
  - Le gouverneur de New York Reuben Fenton signe un projet de loi autorisant la fondation de l'Université Cornell.

### Mai

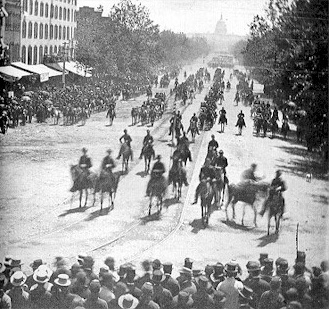
23 mai-24 mai : Grand Review of the Armies

2 mai : le président des États-Unis Andrew Johnson offre une récompense de 100 000 $ pour l’arrestation du président de la Confédération Jefferson Davis.
- 4 mai : le général confédéré Richard Taylor, commandant les armées de l'Alabama, du Mississippi, et de l'est de la Louisiane, se rend au général de l'Union, Edward Canby à Citronelle (Alabama), ce qui met effectivement fin à  la résistance des confédérés à l'est du fleuve du Mississippi.
- 5 mai :
  - À North Bend, dans l'Ohio (une banlieue de Cincinnati), le premier braquage de train aux États-Unis a lieu.
  - Jefferson Davis et son cabinet ministériel se réunissent pour la dernière fois à Washington, en Géorgie, et le gouvernement confédéré est officiellement dissous.
- 10 mai : Jefferson Davis est arrêté près d'Irwinville en Géorgie par les troupes nordistes.
- 13 mai : bataille de Palmito Ranch. Au sud du Texas, plus d'un mois après la reddition du général confédéré Robert Lee, la dernière bataille terrestre de la guerre de Sécession finit avec une victoire des confédérés.
- 23-24 mai : Grand Review of the Armies sur Pennsylvania Avenue à Washington pour célébrer la fin de la guerre de Sécession.
- 25 mai : l'explosion du dépôt de munitions de Mobile (Alabama) fait 300 morts.
- 26 mai : le général confédéré Edmund Kirby Smith, ordonne la reddition de son armée, ce qui met effectivement fin à la résistance des confédérés à l'ouest du fleuve du Mississippi.

### Juin
- 23 juin : à Fort Towson dans le Territoire de l'Oklahoma, le général confédéré Stand Watie signe un accord de cessez-le-feu avec des envoyés de l’Union, devenant ainsi le dernier général confédéré à rendre les armes.

### Juillet

5 juillet : le United States Secret Service est créé

- 5 juillet : l'United States Secret Service est créé.
- 7 juillet : après l'assassinat d'Abraham Lincoln le 14 avril, Mary Surratt, Lewis Powell, David Herold et George Atzerodt sont pendus.
- 21 juillet : à Springfield (Missouri), sur la place du marché, Wild Bill Hickok tue Davis Tutt au cours d'un duel au pistolet qui deviendra un archétype du genre[3] et qui fut repris dans de nombreux westerns.
- 26 juillet : bataille de Platte Bridge en réponse au massacre de Sand Creek.
- 30 juillet : le bateau à roues à aubes à vapeur Brother Jonathan coule au large des côtes de la Californie, tuant 225 personnes.

### Août
20 août : le président des États-Unis Andrew Johnson proclame la fin des hostilités au Texas.

### Octobre
- 25 octobre : le bateau à roues à aubes SS Republic coule au large des côtes de la Géorgie, avec une cargaison de 400 000 $ en pièces.

### Novembre
- 10 novembre : le capitaine Henry Wirz, le directeur du camp de prisonniers de guerre d'Andersonville en Géorgie, est pendu, devenant le seul soldat de la guerre de Sécession à être exécuté pour ce qui sera plus tard défini comme crime de guerre.

### Décembre

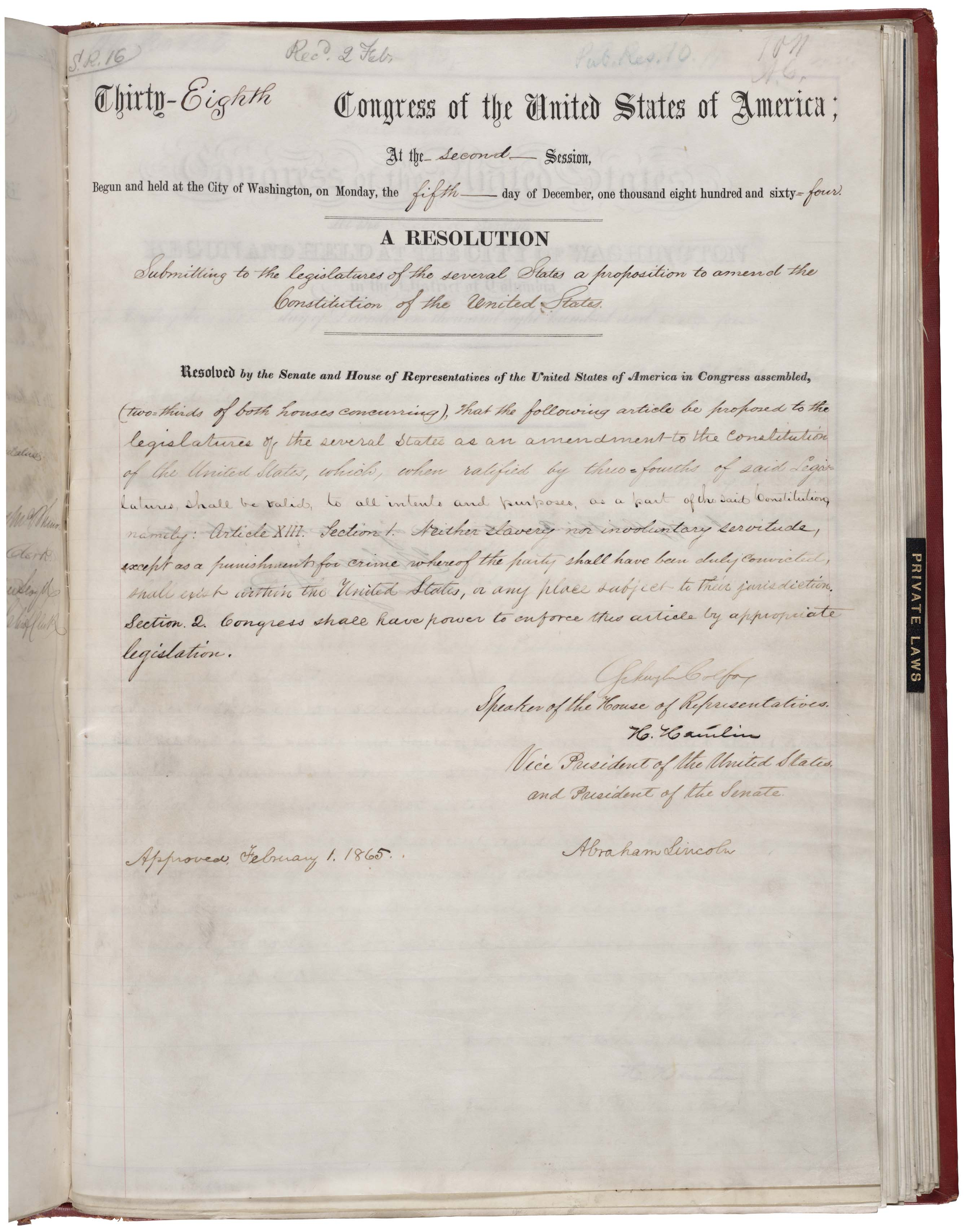
18 décembre : ratification par les trois-quarts des États nécessaires du XIIIe amendement de la Constitution des États-Unis qui abolit et interdit l'esclavage.

- 4 décembre : alors que tous les États « rebelles » sont reconduits dans l’Union, le Congrès, à peine entré en session, refuse cette « politique du fait accompli », désigne une commission d’enquête et ferme sa porte aux élus du Sud. Le rapport de la commission conclut que le Sud est toujours aux mains des leaders de la Confédération et que les Codes Noirs y restaurent la vieille servitude.
- 11 décembre : le Congrès des États-Unis crée le United States House Committee on Appropriations et le United States House Committee on Financial Services, réduisant les tâches du United States House Committee on Ways and Means.
- 18 décembre : le XIIIe amendement de la Constitution des États-Unis qui abolit et interdit l'esclavage, est déclaré ratifié par les législatures de 27 des trente-six États alors existants. Sa plus récente ratification eut lieu en 1995 au Mississippi, qui fut le dernier des trente-six États existants en 1865 à le ratifier.
- 24 décembre : fondation du Ku Klux Klan à l'initiative de six officiers du Tennessee déçus par la défaite des États sudistes lors de la guerre de Sécession. Il s'agit d'une organisation clairement raciste. Ses membres se livrent à des raids, des lynchages, des agressions physiques et des incendies.
- 29 décembre : Le dernier numéro du magazine abolitionniste The Liberator est publié à Boston.

### Économie et société
- La frontière (frontier) dépasse le 100e méridien.
- Charrues d’acier, revolvers à six coups et fils de fer barbelés permettent la conquête de l’Ouest.
- La guerre de Sécession aura fait 618 222 victimes, soit plus de 21 % des effectifs engagés. La démobilisation laisse des milliers de personnes au chômage.
- De 12 à 15 millions de bisons aux États-Unis.
- 3,5 à 5 millions de bovins (long horns) au sud de San Antonio (Texas). D’une valeur de 3 à 4 dollars sur place, ils se vendent 30 à 40 dollars sur les marchés de Kansas City ou de Saint-Louis.
- La production de pétrole a quintuplé depuis 1860 (de 500 000 à 2 500 000 barils).
- Production de 20 000 tonnes d’acier.
- Mesure décourageant les émissions des banques et visant à instaurer une devise nationale (en 1860, 1 600 banques d’État jouissaient du droit d’émettre une monnaie fiduciaire, le gouvernement fédéral se contentant de frapper des pièces de monnaie).

## Naissances
- 2 novembre : Warren G. Harding, futur président des États-Unis († 2 août 1923).

## Décès
- 15 avril : Abraham Lincoln, président des États-Unis (° 12 février 1809).

#### Articles généraux
- Histoire des États-Unis de 1776 à 1865
- Histoire des États-Unis de 1865 à 1918
- Évolution territoriale des États-Unis
- Guerre civile américaine
- États confédérés d'Amérique
- Liste des batailles de la guerre de Sécession
- Blocus de l'Union
- 54e régiment d'infanterie du Massachusetts

#### Articles sur l'année 1865 aux États-Unis
- Drapeau des États-Unis
- XIIIe amendement de la Constitution des États-Unis
- Campagne d'Appomattox
- Campagne des Carolines
- Bataille de Bentonville
- Bataille de Dinwiddie Court House
- Bataille de Five Forks
- Bataille de Monroe's Cross Roads
- Bataille de Natural Bridge
- Bataille de Palmito Ranch
- Bataille de Sayler's Creek
- Bennett Place